# 渡辺秀吉
渡辺 秀吉（わたなべ ひでよし、1958年（昭和33年） 10月6日 - ）は、日本の歌手。
長崎県雲仙市出身。堀越学園高等学校卒業。本名同じ。血液型B型。デビュー当時の所属事務所はホリプロ、レコード会社はNAVレコードだった。

## 略歴
- 雲仙市立吾妻中学校3年次、日本テレビ系のオーディション番組『スター誕生!』に応募、1974年4月放送の第10回決戦大会でチューリップの『僕のお嫁さん』をギターの弾き語りで歌いグランドチャンピオンとなり、ホリプロ、浅井企画、大島プロ、キャニオンレコードの4社からスカウトされ所属決定後、上京。入学したばかりの鎮西学院高等学校から堀越学園高等学校に転校した[1][2]。
- 1974年10月25日、童顔で素朴なキャラクターを生かし、平尾昌晃の代表作「ミヨちゃん」を彷彿とさせるほのぼの路線の青春歌謡「ぼくはもう一度恋をする｣で、キャニオンレコードの傘下企業として発足したばかりのNAVレコードよりデビュー。オリコン最高位67位[3][4]。
- 堀越学園高等学校卒業後、東京都北区役所でアルバイトなどをしながらロックバンド「ステーション」に参加。1993年、電気機器のシステム設計の会社を創業[5][6]。
- 50歳を過ぎた頃、バンドの同窓会ライブの練習を機に、三鷹南銀座商店街主催のライブなど三鷹発信の音楽イベントに不定期出演。おやじトリオCEO（おやじバンドCEO）として出演することが多い[6]。
- 2018年4月29日、実母の三回忌を機に、郷里の雲仙市の大福寺にて、おやじバンドCEO初遠征としてライブ出演[6]。
- 2018年11月3日、恵比寿アート・カフェ・フレンズにて、成城にあったホリプロ寮の仲間であった、藤正樹、三谷晃代、緑川真とともに「ホリプロ同寮会コンサート」に出演。2019年11月3日にも「ホリプロ同寮会コンサートVol.2」を三谷以外のメンバーで開催[7][8]。

## エピソード
- デビュー当時は身長164cm、体重48kg[9]。
- 1975年、ホリプロ友の会会報正月特集号にて「今年こそ天下を取りマスゾー」と抱負を書いていた。同年行われたホリプロ15周年記念パーティーや大運動会にも参加していた[10]。
- 1993年に行われたスター誕生！同窓会では萩本欽一に「仕事、何だい？弁護士かい？」と言われ「自分が歌を歌ってたと言うのが信じられない」と発言していた[1]。
- 2019年9月21日、調布市グリーンホールにて同期かつ同級生だった岩崎宏美のコンサートに妻とともに来場したことを岩崎がオフィシャルサイトにて報告[11]。

## 作品
シングル
| #           | 発売日         | A/B面       | タイトル               | 作詞        | 作曲        | 編曲        | 規格品番    |
| NAVレコード | NAVレコード    | NAVレコード | NAVレコード            | NAVレコード | NAVレコード | NAVレコード | NAVレコード |
| ----------- | -------------- | ----------- | ---------------------- | ----------- | ----------- | ----------- | ----------- |
| 1           | 1974年10月25日 | A面         | ぼくはもう一度恋をする | 阿久悠      | 平尾昌晃    | 竜崎孝路    | NA-11       |
| 1           | 1974年10月25日 | B面         | 星の夜                 | 阿久悠      | 平尾昌晃    | 竜崎孝路    | NA-11       |
| 2           | 1975年1月25日  | A面         | バスが来るまで         | 阿久悠      | 平尾昌晃    | 竜崎孝路    | NA-15       |
| 2           | 1975年1月25日  | B面         | 黄色いスカーフ         | 阿久悠      | 平尾昌晃    | 竜崎孝路    | NA-15       |
| 3           | 1975年4月25日  | A面         | 天使のいたずら         | 阿久悠      | 森田公一    | 森田公一    | NA-18       |
| 3           | 1975年4月25日  | B面         | 水色のラブレター       | 阿久悠      | 森田公一    | 森田公一    | NA-18       |

2003年発売の『株式会社NAVレコードヒストリー 1-3』にすべて収録されている（現在は生産中止）

アルバム
- 秀吉/ぼくはもう一度恋をする（1975年）

## 出演
- 第1回ヤング歌の祭典（郷ひろみ、三浜鉄平とともにロシア民謡「カチューシャ」を披露）[12][13]
- レッツゴーヤング（シングルA面すべて歌唱）
- 銀座音楽祭（1975年、新人賞ノミネート「天使のいたずら」）ほか